# Jersey Joe Walcott vs. Rocky Marciano
L'incontro di pugilato Jersey Joe Walcott vs. Rocky Marciano si disputò al Municipal Stadium di Filadelfia, Pennsylvania, il 23 settembre 1952. Era in palio il titolo di campione mondiale dei pesi massimi. Marciano sconfisse Walcott per KO alla tredicesima ripresa vincendo il titolo.
Il match è stato nominato Fight of the Year, e il 13º round fu nominato Round of the Year dalla rivista The Ring.
Nel 1996 The Ring ha classificato l'incontro al sedicesimo posto nella lista dei migliori match per il titolo di sempre.

## L'incontro
Un gancio sinistro di Walcott mandò al tappeto Marciano all'inizio del primo round. Si trattò della prima volta che Marciano veniva atterrato in carriera. Rocky si alzò al conto di "4" da parte dell'arbitro. Giunti al tredicesimo round, Walcott era in netto vantaggio ai punti. All'inizio della ripresa, Walcott indietreggiò alle corde e cercò di caricare un destro, ma Marciano fu più veloce e lo stese con un potente colpo alla mascella. Il campione non fu in grado di rialzarsi e l'arbitro decretò la vittoria di Rocky Marciano per KO.

### Arbitro e giudici
- Arbitro: Charley Daggert
- Giudice: Pete Tomasco
- Giudice: Zach Clayton

## Conseguenze
Marciano e Walcott si incontrarono ancora per il rematch qualche mese dopo, il 15 maggio 1953, con il medesimo risultato: vittoria di Marciano per KO, questa volta al primo round, con una prova di forza da parte del campione ancora più netta. Walcott si ritirò dal ring poco tempo dopo. Marciano difese il titolo per altre 6 volte. Mandò a tappeto tutti i più grandi nomi della boxe di quegli anni, per poi ritirarsi imbattuto con un record di 49 vittorie e zero sconfitte.